# Клевкув
Клевкув (пол. Klewków) — село в Польщі, у гміні Лович Ловицького повіту Лодзинського воєводства.
Населення — 162 особи (2011).
У 1975-1998 роках село належало до Скерневицького воєводства.

## Демографія
Демографічна структура станом на 31 березня 2011 року:
|          | Загалом | Допрацездатний вік | Працездатний вік | Постпрацездатний вік |
| -------- | ------- | ------------------ | ---------------- | -------------------- |
| Чоловіки | 81      | 19                 | 49               | 13                   |
| Жінки    | 81      | 20                 | 39               | 22                   |
| Разом    | 162     | 39                 | 88               | 35                   |